# NGC 6116
NGC 6116 é uma galáxia espiral (Sb) localizada na direcção da constelação de Corona Borealis. Possui uma declinação de +35° 09' 14" e uma ascensão recta de 16 horas, 18 minutos e 54,5 segundos.
A galáxia NGC 6116 foi descoberta em 10 de Julho de 1880 por Édouard Jean-Marie Stephan.